# Rue Rembrandt
La rue Rembrandt est une voie du 8e arrondissement de Paris. 

## Situation et accès
Elle commence place Gérard-Oury, anciennement place du Pérou, à l'intersection de la rue de Monceau et de la rue de Courcelles, et se termine au parc Monceau.
Le quartier est desservi par la ligne 2 à la station Courcelles.

## Origine du nom

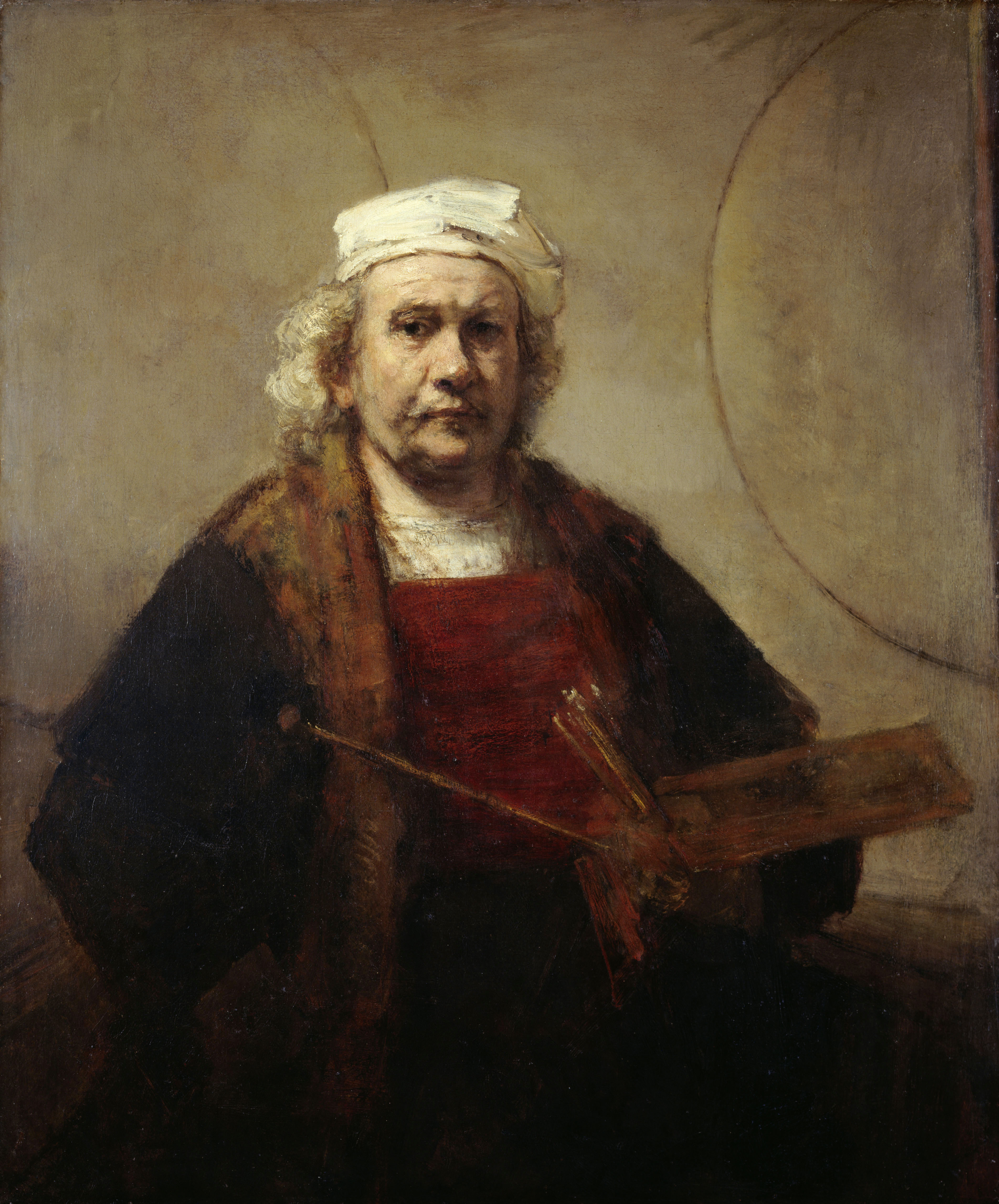
Autoportrait, Rembrandt (1661).

Cette rue a reçu sa dénomination en l'honneur du célèbre peintre hollandais Rembrandt (1606-1669).

## Historique
Cette rue fait partie de celles qui furent ouvertes, en 1867, sur une partie de l'ancien parc de Monceau et prend sa dénomination actuelle le 10 août 1868.
D'un acte passé le 8 avril 1867 devant maitre Fould et maitre Moquard, notaires à Paris, « monsieur Pereire cède et abandonne à titre d'échange, pour cause d'utilité publique, en s'obligeant aux garanties ordinaires de fait et de droit, à la Ville de Paris les quatre portions de terrains ci-après désignées, nécessaires à l'exécution de deux rues nouvelles aux abords du parc Monceau :
- 1° - Un terrain situé à Paris, 8e arrondissement, nécessaire à l'ouverture d'une rue (rue Rembrandt) de 12 mètres de largeur, partant du parc Monceau pour aboutir au point de rencontre des rues de Courcelles et de Valois-du-Roule, en se croisant dans son parcours avec la deuxième rue nouvelle (rue Murillo) ci-après indiquée et la rue de Lisbonne. Ce terrain, d'une superficie de 1 127,13 m2, comprend toute la partie de cette rue nouvelle entre le parc Monceau et la rue de Lisbonne. Il est limité des deux côtés, vers le milieu, par les terrains ci-après désignés sous les nos 3 et 4, qui doivent être occupés par la deuxième rue nouvelle, et, dans tout le surplus, par des terrains restant appartenir à Monsieur Pereire, destinés à l'usage de parterres, sur une largeur de 4 mètres.
- 2° - Un terrain situé à Paris, même arrondissement, nécessaire à l'ouverture de la rue ci-dessus désignée (rue Rembrandt), dont il forme la continuation depuis la rue de Lisbonne jusque près désignée, dont il forme la continuation depuis la rue de Lisbonne jusque près le point de rencontre des rues de Courcelles et de Valois-du-Roule. Ce terrain est d'une superficie de 994,37 m2 tient d'un bout à la rue de Lisbonne et d'autre bout, pour une petite partie, à la rue de Courcelles, et, pour le surplus, à une portion de terrain appartenant à la Ville de Paris, et qui sera aussi affectée à la voie nouvelle pour en compléter le débouché ; des deux côtés, à des terrains restant appartenir à Monsieur Pereire, destinés à l'usage de parterres sur une largeur de 4 mètres.
- 3° Un terrain situé à Paris, même arrondissement, nécessaire à l'ouverture d'une rue de 12 mètres de largeur (rue Murillo), partant de l'allée de sortie du parc Monceau, sur l'avenue de Messine, et aboutissant à la rue de Courcelles, avec alignement parallèle à la rue de Lisbonne. Ce terrain, d'une superficie de 1 862,90 m2 comprend toute la partie de ladite rue nouvelle (rue Murillo), entre la première rue à ouvrir (la rue Rembrandt), dont il est parlé ci-dessus et la rue de Courcelles. Et il est limité des deux côtés par des terrains restant appartenir à monsieur Pereire.
- 4° Et un terrain situé à Paris, même arrondissement, nécessaire à l'ouverture de la deuxième rue ci-dessus mentionnée, dont il comprend toute l'étendue depuis la première rue nouvelle (la rue Rembrandt) jusqu'à l'allée de sortie du parc sur l'avenue de Messine. Il contient en superficie 1 306,62 m2 et est également limité des deux côtés par des terrains restant appartenir à monsieur Pereire. »

En contre-échange la Ville de Paris cède à monsieur Pereire deux terrains :
- « 1° Un terrain situé à Paris, 8e arrondissement, rue de Valois-du-Roule, limité : 
  - 1° par ladite rue ;
  - 2° par un terrain appartenant à Monsieur Pereire ;
  - 3° et par une portion de terrain communal laquelle doit être dévolue à la voie publique, comme nécessaire au débouché de la première des rues nouvelles (la rue Rembrandt) dont il est ci-dessus parlé. Ledit terrain se compose de deux parcelles :
    - la première, d'une superficie de 35,69 m2, comme étant destinée à l'usage de parterres en bordure de la rue nouvelle ;
    - la deuxième, d'une superficie de 37,04 m2.
- 2° et un terrain formant un parallélogramme rectangle, situé à Paris, 8e arrondissement, rue de Rome, sur laquelle il est en façade. Ce terrain est d'une superficie de 1 320 m2 tient par devant, à la rue de Rome et dans le fond, à la Compagnie des chemins de fer de l'Ouest, à droite, à M. Clairin, acquéreur de la Ville de Paris et, à gauche, à un terrain restant appartenir à la Ville. »

Décret du 10 août 1868
« Napoléon, etc., 

sur le rapport de notre ministre secrétaire d’État au département de l'Intérieur,
vu l'ordonnance du 10 juillet 1816 ;
vu les propositions de M. le préfet de la Seine ;
avons décrété et décrétons ce qui suit :
Article 4. — Les deux rues ouvertes au sud du parc Monceau prendront : 
la première, parallèle à la rue de Lisbonne, le nom de rue Murillo ;
la seconde, située entre la rue de Courcelles et le parc Monceau, celui de rue Rembrandt ;
la partie de la rue de la Bienfaisance comprise entre le boulevard Malesherbes et l'avenue de Messine prendra le nom de rue de Rovigo ;
la partie de la rue de la Pépinière comprise entre le boulevard Malesherbes et la rue du Faubourg-Saint-Honoré prendra le nom de rue Abbatucci ;
etc.
Article 17. — Notre ministre secrétaire d'État au département de l'Intérieur est chargé de l'exécution du présent décret.
Fait au palais de Fontainebleau, le 10 août 1868. »

## Bâtiments remarquables et lieux de mémoire
- No 1 : hôtel du baron Ferdinand Baeyens (1837-1914), construit par M. Ziegler (l'habitant en 1910)[2].
- No 2 : José Ariès, alors président de la banque de l'Union des mines, y habite à partir de 1934.
- No 3 : hôtel particulier construit en 1875 par l’architecte Jean-Jacques Ziegler[3].
- No 4 : ancien hôtel particulier construit par l’architecte Antoine-Gaëtan Guérinot, dénaturé par une surélévation de quatre étages[4]. En 1910, c'est l'hôtel du Dr A. Millard[2].
- No 6 : hôtel de M. de Billy (en 1910)[2].
- No 7 (angle rue de Lisbonne) : immeuble de rapport en pierre de taille construit en 1899 par l’architecte Gustave Rives, témoignage de l'architecture de la Belle Époque, notamment remarquable pour ses oriels[3]. L’aviateur Hubert Latham (1883-1912) y a habité[5]. Deux baronnes y ont également résidé : la baronne de Soubeyran, dont l’appartement, situé au rez-de-chaussée, est l’objet en 1912 d’un audacieux cambriolage[6], et la baronne de Perregaux en 1936[7].
- No 16 (angle rue Murillo) : immeuble de style néo-Louis XIII construit en 1869 par l’architecte Auguste Tronquois[3]. En 1980, cet immeuble, abritant alors des services du contre-espionnage français, fait l’objet d’un attentat à l’explosif provoquant des dégâts matériels moyens[8].
- No 19 (angle rue Murillo) : hôtel construit en 1872 par l'architecte William Bowens Vander Boijen pour le banquier et collectionneur d'art Léopold Goldschmidt (1830-1904)[9]. Peu après sa mort, l'hôtel Goldschmidt est racheté, en 1906, par l'homme d'affaires américain  James Stillman (1850-1918)[10]. En 1915, James Stillman, connu pour son engagement en faveur des victimes de la Grande Guerre, y installe un hôpital militaire [11] destiné aux officiers blessés. Cet hôpital complémentaire, qui porte le no 17 et compte 24 lits, ouvre le 14 janvier 2015 et ferme le 28 juin 2018. 256 officiers y ont été hospitalisés. Le musée du Service de santé des armées en conserve au moins deux clichés[12]. À une date indéterminée, la façade donnant sur la rue Rembrandt a été complètement remaniée : de deux étages, on est passé à trois et la marquise qui protégeait et qui mettait en valeur l’entrée a été détruite. Cette marquise était encore en place en 1919[4].

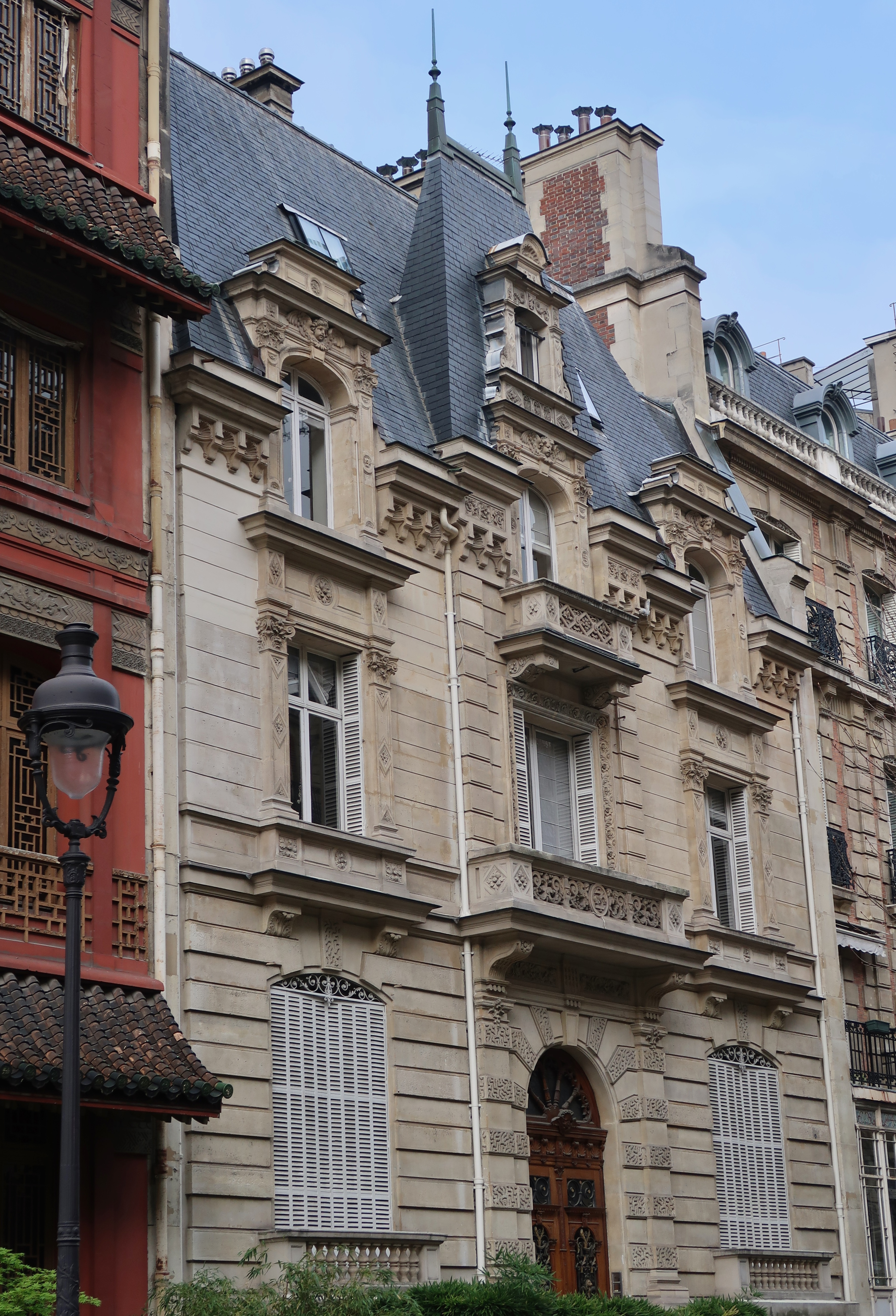
No 1.
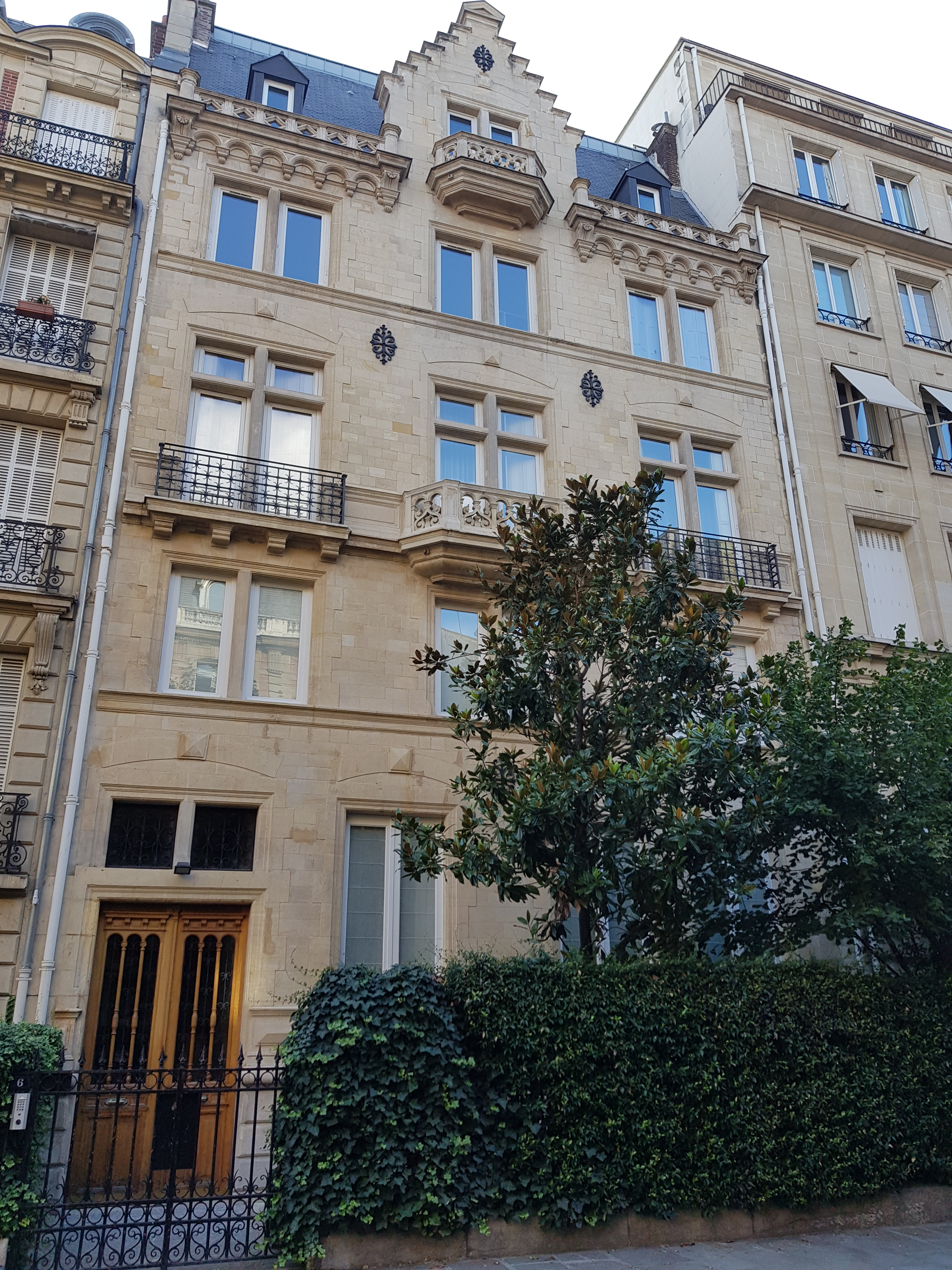
No 6.
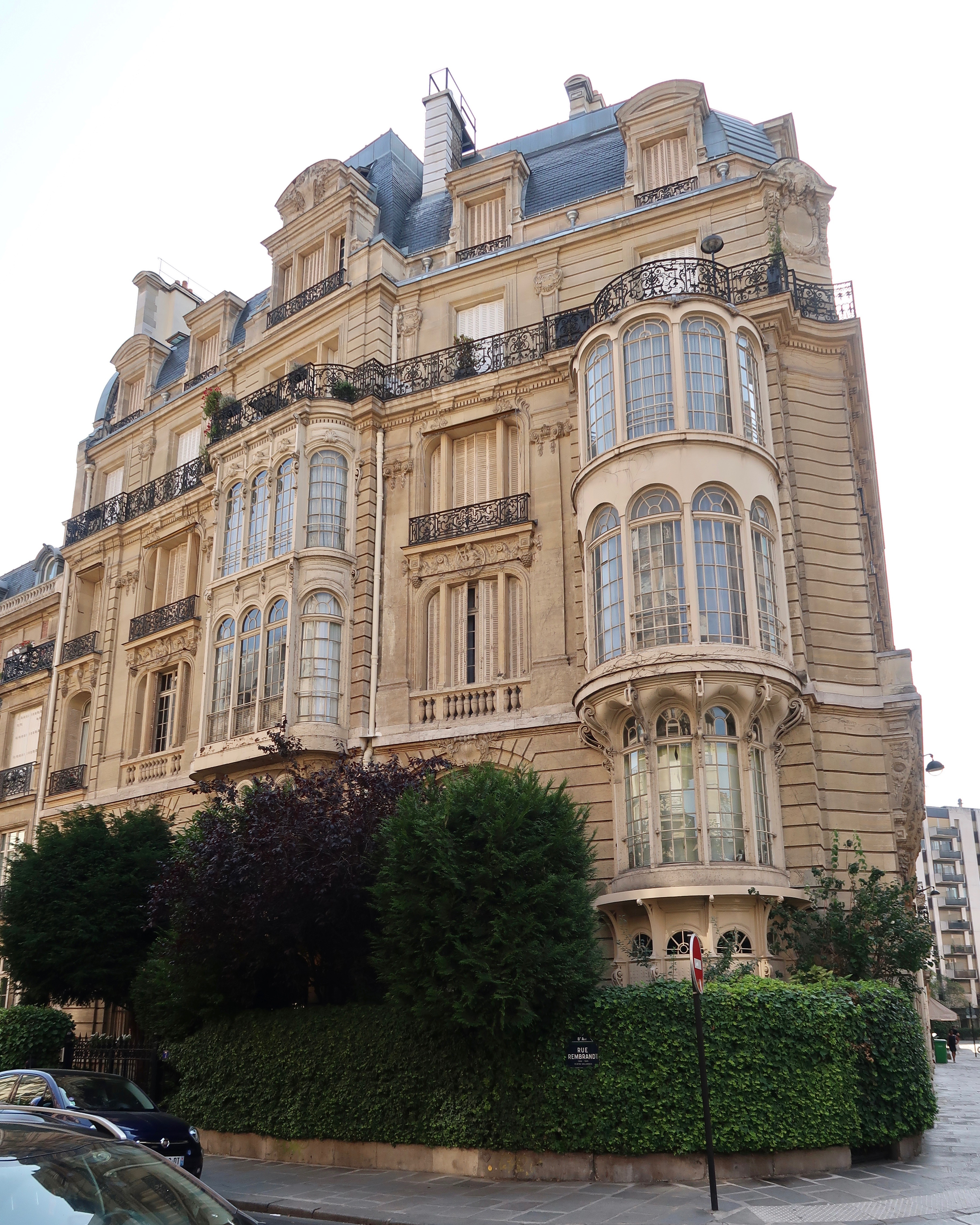
No 7.
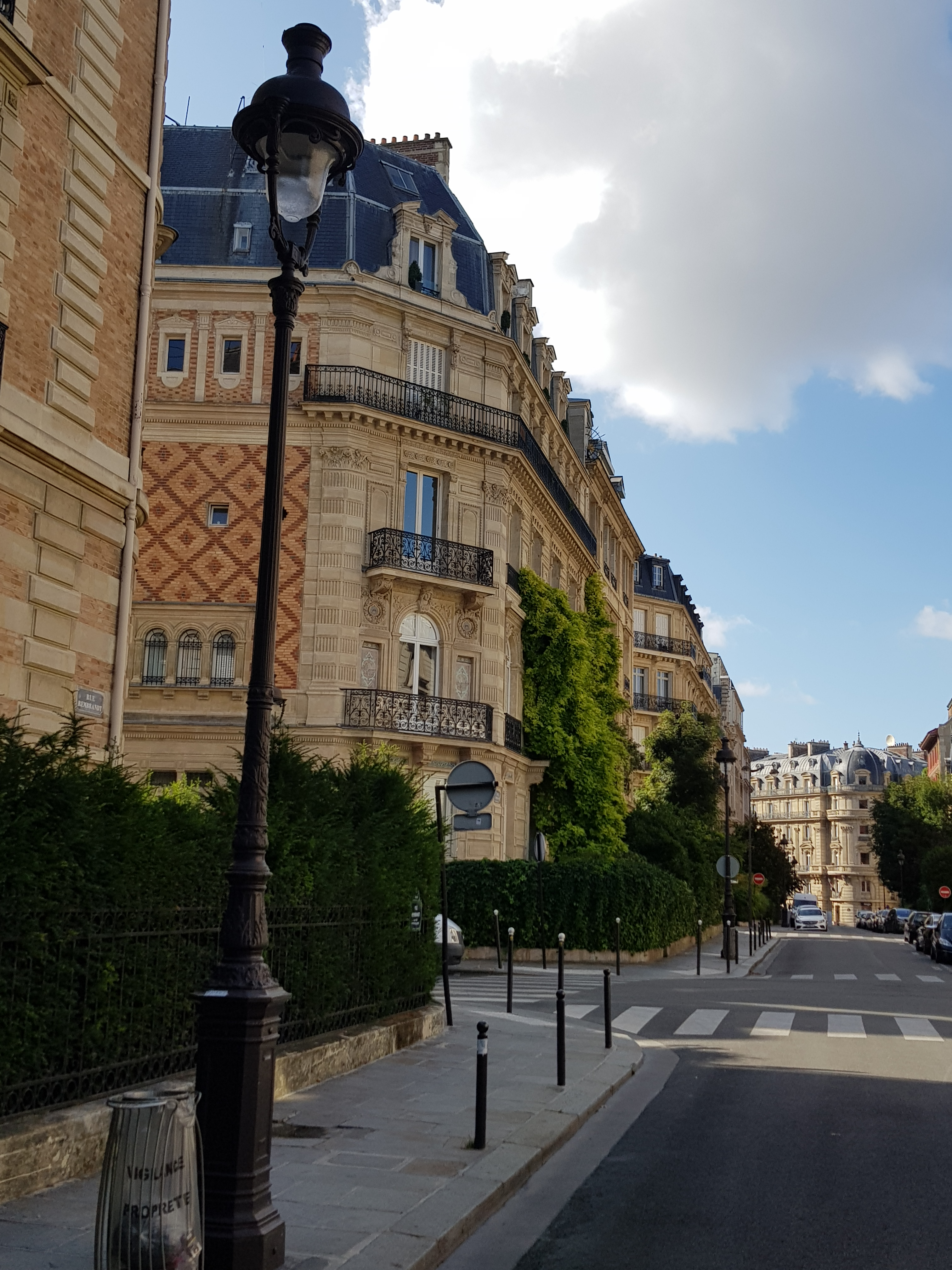
Le no 9, rue Murillo à l'angle de la rue Rembrandt.
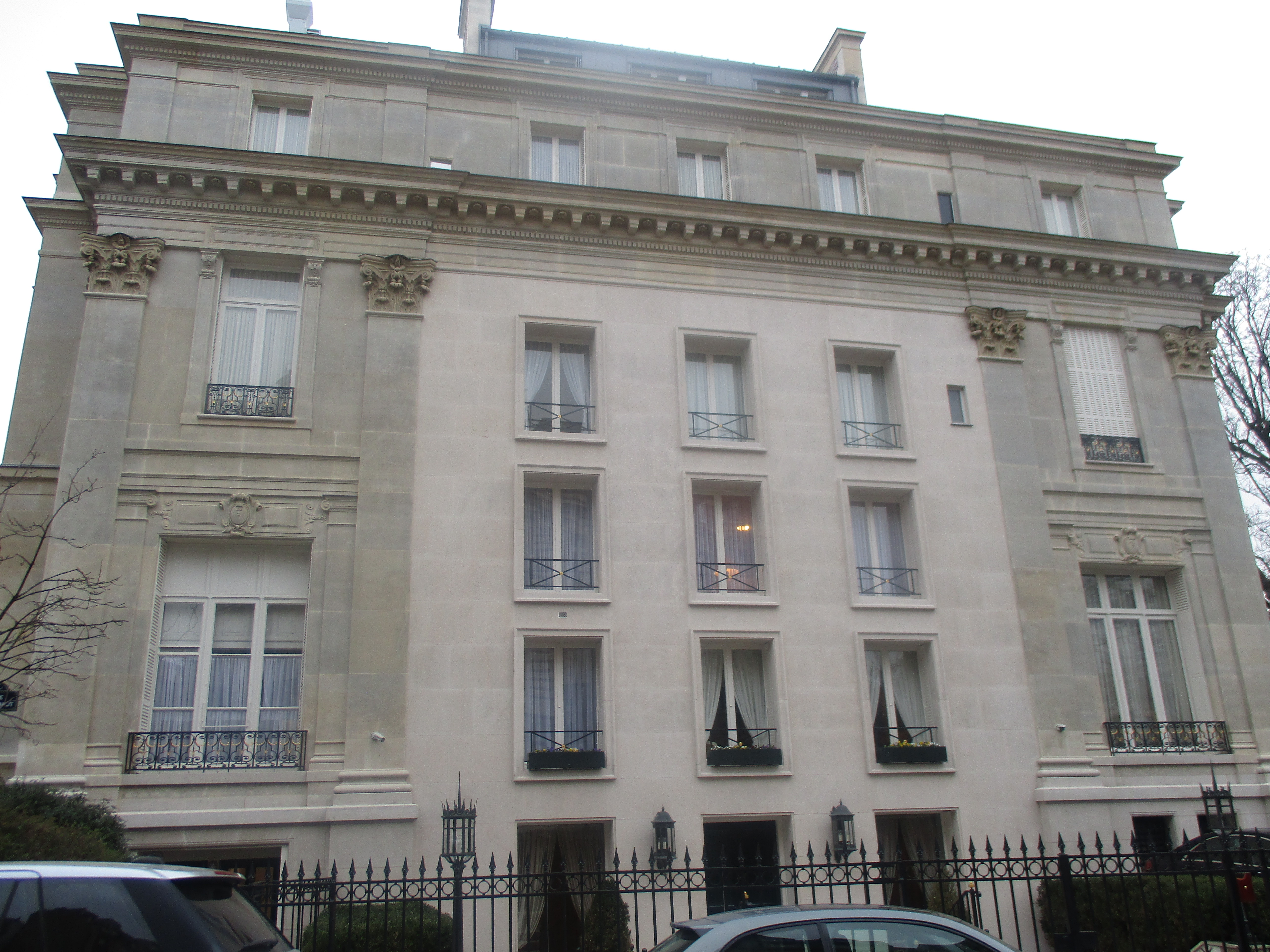
No 19 : hôtel Goldschmidt.

### Bâtiments détruits
- No 7 (angle rue de Lisbonne) : emplacement de l'hôtel particulier de l'architecte Antoine-Gaëtan Guérinot (1830-1891).
- No 9 : emplacement de l'hôtel de Victor Martin Le Roy (1842-1918), grand collectionneur, donateur du musée du Louvre (en 1910)[2]. Il avait épousé Marie Adèle Jeanne Lebaudy (1852-1929) (voir « Famille Lebaudy »).

## Sources
- Félix de Rochegude, Promenades dans toutes les rues de Paris : VIIIe arrondissement, Paris, Hachette, 1910 (lire en ligne).